# 俞庆棠

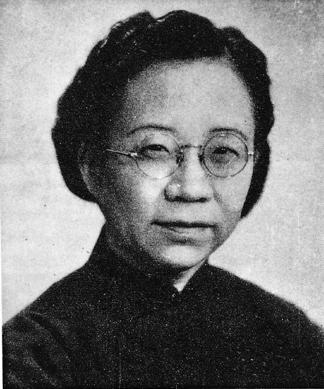
俞庆棠

俞庆棠（1897年—1949年12月4日），字凤岐，女，江苏太仓人，中国教育学家。

## 生平
早年毕业于上海务本女塾。1916年，就读于中西女塾与圣书院。1919年参加五四运动，任上海学联代表，出席全国学联大会。同年赴美国留学，先入哈佛大学，后进哥伦比亚大学专修教育学。1922年毕业，获学士学位，回国后任上海大夏大学教授。1928年在苏州创办民众教育学校，并任校长。1929年，该校迁无锡，与劳农学院合并为江苏省立教育学院，主办《教育与民众》月刊。1932年倡议成立中国社会教育社，任常务理事和总干事。1935年主编《申报》。她還建立了以上海市立实验民众学校为中心的上海全市148所实验民众学校。1947年，任联合国教科文组织中国委员会委员及上海市实验民校校长。1949年5月，任中央人民政府教育部社会教育司司长。
1949年12月4日在教育部宿舍突患脑溢血逝世。

## 著作
著有《民众教育》。

## 家庭
父親俞棣雲（1856年-1918年），原名書祥，中國电報業前輩；母親頋瑞芝。兄俞鳳賓（1885年－1930年），名慶恩，醫學博士。姊俞慶和（1888年－1908年），上海務本女塾肄業。兄俞頌華（1893年－1947年），名慶尧，垚，記者、報人。
表舅及公公唐文治（1865年－1954年），字颖侯，号蔚芝，晚号茹经，教育家，曾任上海交通大學校長；表舅媽及婆母黄彬琼。
丈夫唐庆诒（1898年－1986年），教育家，曾任上海交通大學外文系主任。长女唐孝纯、独子唐孝宣、次女唐孝端、三女唐孝英、四女唐孝慧（1931年－2020年）。
侄子俞沛文（俞鳳賓之子），侄媳頋以佶，外交官。